# Craterocephalus randi
Craterocephalus randi és una espècie de peix pertanyent a la família dels aterínids.
Es troba a Nova Guinea: entre el riu Kubuna (Papua Nova Guinea) i el llac Jamur (Irian Jaya, Indonèsia). També és present als rius Fly, Strickland i Bensbach (Papua Nova Guinea).
És un peix d'aigua dolça, bentopelàgic i de clima tropical (3°S-10°S), el qual habita rius d'aigües cristal·lines i petits rierols sobre fons rocallosos, sorrencs i fangosos.
Pot arribar a fer 8 cm de llargària. Té 6-9 espines i 7-9 radis tous a l'aleta dorsal i 1 espina i 7-11 radis tous a l'anal.
És inofensiu per als humans.